# クトゥルフの一族
創作作品群「クトゥルフ神話」の旧支配者クトゥルフの一族（クトゥルフのいちぞく）について解説する。
クトゥルフ神話の神神の系図では、クトゥルフはアザトースやヨグ＝ソトースの子孫とされる。ツァトゥグァとも血縁関係にあり、特にハスターは半兄弟で宿敵とされる。これら単独記事になるような邪神については割愛し（設定が可変である）、主にクトゥルフの血を引く者たちについて解説する。
クトゥルフ神話の邪神には四大霊というカテゴリ法があり、いちおうはクトゥルフとダゴンが水の陣営と設定されているが、クトゥルフの種族や親族邪神になると四大霊観点の掘り下げは少ない。

## 種族
クトゥルフ神話においては、クトゥルフの同種生物が登場することがある。クトゥルフは、ハワード・フィリップス・ラヴクラフト（以下HPL）の1926年作品『クトゥルフの呼び声』にて初言及され、続く1931年作品『狂気の山脈にて』において、一族で地球に飛来したという説明がなされた。「陸棲種族」「蛸に似た宇宙生命体」などと記される。
彼らの種族は、クトゥルフの落とし子（クルウルウの末裔、などとも）と呼称される。クトゥルフ神話を書き継いだオーガスト・ダーレスは、これらいわゆる小型クトゥルフを多用した。ブライアン・ラムレイは、種族名としてクトゥルヒ（クトゥリー）と名付けた。
クトゥルフ神話TRPGでは、5体のエリートがおり、各地でルルイエ浮上の兆候を監視しているとされている。5箇所の内訳は、①中国の山脈、②アイレムの砂漠の地下、③グリーンランドの氷河、④ボストンあるいはロードアイランドにある邸宅の地下洞窟、⑤南米のアマゾン川流域とされる。
ダーレス作品でも「クトゥルフの落とし子と呼ばれる怪物」と「小型クトゥルフらしき怪物」がいる。前者は「水の魔物」くらいの意味合いで、具体的には湖底の恐怖、エリック・ホウムの死、彼方からあらわれたものなどが該当し、旧神の印やクリタヌスの告白録とも関連する。
タコに良く似た落とし子達をオリーブオイルで調理して食べてしまうという奇想天外な作品も存在する。

## ゾス三神とクティーラ
クトゥルフの子供たち。ガタノソア、イソグサ、ゾス＝オムモグの三兄弟。ムー大陸や太平洋海域で信仰される。
1. まずHPLがガタノソアを創造し、続いてリン・カーターがクトゥルフの子としてゾス三神を作った。
2. クティーラは、クトゥルフの娘・ゾス三神の妹である。創造者はブライアン・ラムレイ[注 6]。
3. 文献では「無名祭祀書」「ポナペ経典」「ザントゥー石板」「ネクロノミコン（カーター版）」などに記述がある。

カーターの連作『超時間の恐怖』は、ゾス三神の物語であり、邦訳単行本が『クトゥルーの子供たち』のタイトルで2014年に刊行されている。翻訳が停滞していたためかつて日本ではガタノソアだけが知られていた。
ガタノソア Ghatanothoa
イソグサ Ythogtha
次男。ムー大陸のイエーの深淵に封印中。関係性は、兄神とは険悪、弟神とは良好。
登場作品：『奈落の底のもの』『夢でたまたま』
ゾス＝オムモグ Zoth=Ommog
末弟。ポナペ沖の海底に眠る。
登場作品：『時代より』『陳列室の恐怖（旧題：ゾス＝オムモグ）』
クティーラ Cthylla
「クトゥルフの秘められし胤」と異名される。クトゥルフにとって秘中の秘であり、あらゆる文献から記録を抹消され、隠されている。
クトゥルフの血を紡ぐクティーラは、父が用意した保険である。たとえ肉体が滅びても、クトゥルフはクティーラの子宮に宿って生まれ変わり、復活を遂げるつもりでいる。クティーラは秘匿された上で、ダゴンとヒュドラが護衛役についている。
初出はタイタス・クロウ・サーガの第2作『タイタス・クロウの帰還』。ほか、ティナ・Ｌ・ジェンス『In His Daughter's Darking Womb』（未訳）に登場。また『カオスコード』には美少女萌え擬人化されて登場する。

## クタニド
クタニド（Kthanid）は旧神の一柱。邦訳ぶれでサニドとも表記される。容姿はクトゥルフに瓜二つの「兄弟」。
ブライアン・ラムレイが旧神の王として創造した。敬称はクタニド帝、猊下など。
慈愛に満ちた理性の神で、旧神たちの指導者であり、旧神郷エリシア（イリジア）の宮殿に住む。35億年前に、旧神の中から反逆者クトゥルフが現れたために、彼らをエリシアから追放して幽閉した。
神は異種族と子供を作ることが可能で、クタニド帝の遠い子孫がティアニア姫であり、彼女はタイタスの伴侶となる。
クトゥルフのそっくりさんが旧神の統率者という設定は、ラムレイ以外は扱いかねているようで、TRPGではサニド（クタニドの別表記）は基本ルールには出てこず、サブ設定にて説明がされる。カーター版ネクロノミコンでは、クトゥルフら邪神たちを罰した旧神の指揮官をノーデンスかクタニドか特定できていないとしている。

### クタニドの登場作品
- ブライアン・ラムレイ『タイタス・クロウ・サーガ』
- リン・カーター『ネクロノミコン』
- ダニエル・ハームズ『エンサイクロペディア・クトゥルフ』
- ケイオシアム社「クトゥルフ神話TRPG」『マレウス・モンストロルム』

## その他
イダ＝ヤアー Idh-Yaa
ゾス星系に棲む雌性生物。ゾス三神とクティーラの母親。
言及作品：『陳列室の恐怖』。語られるだけで登場しない。
カソグサ Kassogtha
3番目の妻。クトゥルフの姉妹でもある。ヌクトーサとヌクトルーの母親。
登場作品：比地加夜子『黒い別邸』
ヌクトーサとヌクトルー Nctosa, Nctolhu
クトゥルフとカソグサの娘たち。双子の姉妹。木星の大赤斑の中に幽閉されている。
登場作品：ジョゼフ・S・パルヴァー『Nightmare’s Disciple』
名前の邦訳（音訳カナ）が定まっていない。クトゥルフ神話TRPG資料である『マレウス・モンストロルム』では、ヌトゥーサとヌタルフとされている。Nctolhuは、クトゥルー、クトゥルフそれぞれに近い2通りの邦訳がされている。
パルヴァ―の作中にて、リン・カーターが1975年に『ヌクトーサとヌクトルー』という小説を書いて発表していたという架空の設定が語られ、掲載誌がレアで、内容もほとんど知られていないとされている。現実にはカーターは書いていないし発表してもおらず、出版社も掲載雑誌も実在しない。
ドヌムル D' numl
クトゥルフの従姉妹。
登場作品：ジョゼフ・S・パルヴァー『Nightmare’s Disciple』

## 眷属・小神
クトゥルフの同種生物ではないが、重要な神について解説する。
ダゴンとヒュドラ

ウブ Ubb
ユッギャ種族の長。イソグサとゾス＝オムモグの従神。レッサー・オールド・ワン。登場作品：『奈落の底のもの』

## 関連作品
- 超時間の恐怖（英語版） - ゾス三神をテーマとするシリーズ。
- クトゥルーの子供たち - ゾス三神に関わる日本語版単行本。ほぼ上記の邦訳版。
- タイタス・クロウの帰還 - 1976年作品。クティーラとクタニドの初出。およびゾス三神の商業出版物上での初出。